# Tromba marina

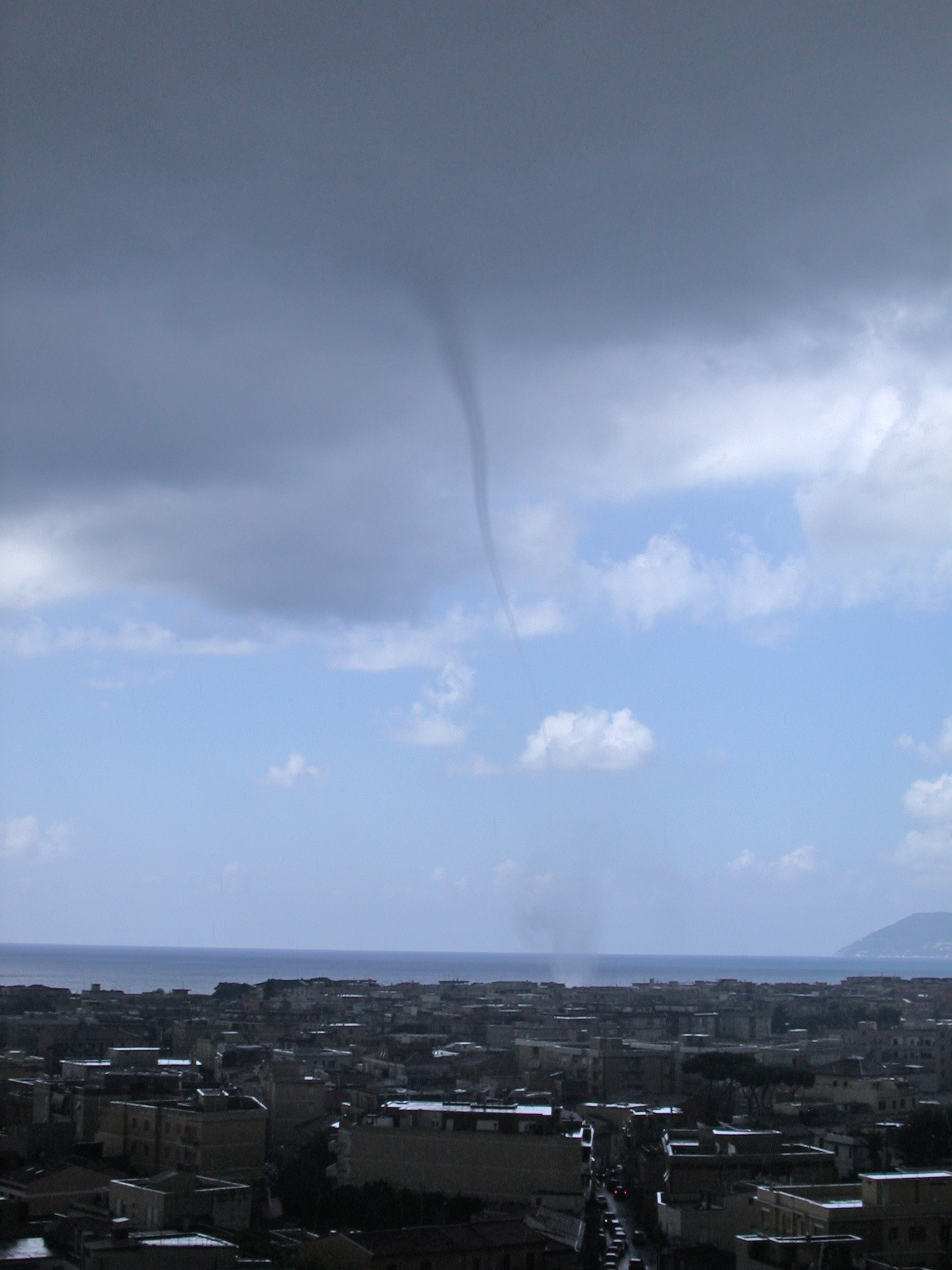
Tromba marina davanti a Terracina (11 agosto 2006)

Una tromba marina o tromba d'acqua è un fenomeno atmosferico, assimilabile alla tromba d'aria, che si sviluppa o si muove su uno specchio d'acqua (un mare, una laguna o un lago). Il fenomeno si genera in presenza di un cumulo con forti correnti ascensionali e presenta in genere una minore intensità rispetto a quello terrestre per la maggiore instabilità della base, dovuta alla presenza dell'acqua. Esso ha in genere termine all'esaurirsi della cella stessa o nel momento in cui la tromba incontra un fronte di pioggia. Come un tornado, anche una tromba marina può provocare danni, ma in genere l'entità è minore.
A Eden, Nuovo Galles del Sud, Australia, il 16 maggio 1898 fu avvistata la tromba marina più alta; si stima misurasse più di 1500 m.

## Formazione e caratteristiche

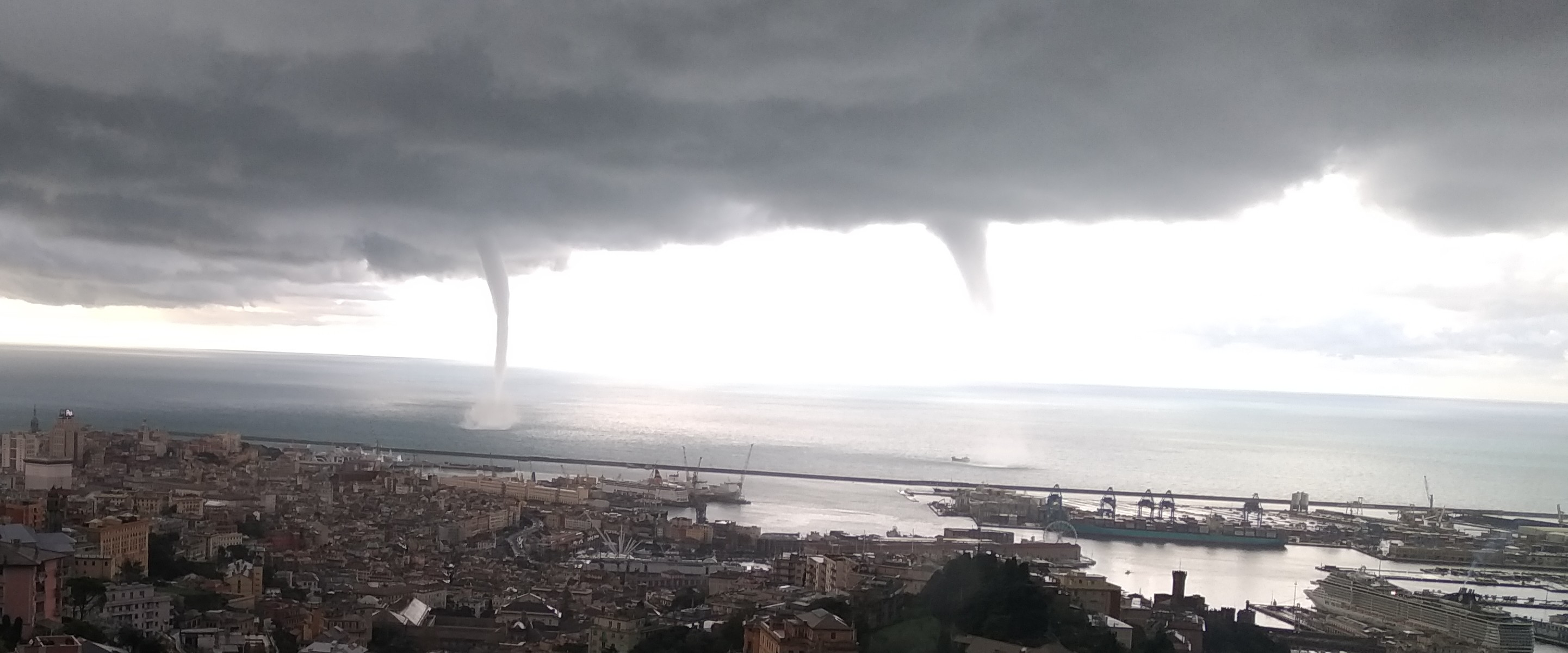
Doppia tromba marina davanti al porto di Genova - 7 novembre 2019

Il meccanismo di formazione di una tromba marina (o, in casi tutt'altro che rari, di più trombe marine contemporaneamente), è di norma più semplice di quello di una tromba d'aria, in quanto è sufficiente la presenza di un cumulus congestus (cumulo congesto) e non di un cumulonembo in fase matura. La formazione di questi fenomeni deriva soprattutto dall'elevata temperatura della superficie marina, che può fornire notevole energia a sistemi nuvolosi in apparenza di scarsa consistenza portando al contrasto aria calda ascendente (marina) e aria fredda discendente (della perturbazione), dando quindi origine a moti vorticosi favoriti anche dall'assenza di corrugamenti e ostacoli in mare. In questa situazione la forma della tromba d'aria sarà assottigliata, molto contorta e poco potente, ma tuttavia in grado di provocare danni significativi a persone o cose. Queste trombe marine sono dette "waterspout" e sono tipiche dell'Italia e dell'Europa. Però capita ogni tanto che forti temporali a supercella si formino al largo e si spostino verso la terraferma. In queste circostanze, alla base della tempesta, si formano delle potenti trombe marine, dette "tornadiche". La loro genesi è identica a quella dei forti tornado mesociclonici e i loro effetti sono altrettanto devastanti per le zone costiere.
Da un punto di vista prettamente visivo, la tromba marina è preceduta dalla comparsa di una nube a imbuto detta "funnel cloud", che si evolve dalla tipica base appiattita del cumulonembo verso la superficie del mare fino a raggiungerla se l'umidità nei bassi strati è sufficiente. Il ciclo vitale "tipo" di una waterspout può essere diviso in cinque fasi, come descritto dal dott. Joseph Golden del NOAA. Alcune fasi sono osservabili dalla costa, altre solo da una posizione sufficientemente rialzata:
1. La macchia scura: sull'acqua appare un disco chiaro circondato da un'area scura, di forma indeterminata.
2. I segni a spirale: appaiono sulla superficie marina bande spiraleggianti, chiare e scure, che si dipartono dalla macchia scura.
3. L'anello di spruzzi: un denso anello vorticoso di spruzzi d'acqua appare intorno alla macchia scura. È presente nell'anello anche un occhio, simile a quello osservato negli uragani.
4. Il vortice maturo: la tromba marina, ora estesa dalla superficie fino alle nubi sovrastanti, raggiunge la fase di massima intensità e organizzazione, per una durata che generalmente va da 15 a 30 minuti. L'imbuto, che può essere molto sottile, appare spesso cavo: al centro del vortice la pressione raggiunge valori bassissimi, ed è proprio il dislivello barico tra il centro e la periferia del vortice (circa 20-30 hPa) a risucchiare aria e acqua verso l'interno e a costringerla a girare intorno al centro di bassa pressione, con velocità prossime ai 100 km/h. L'involucro è caratterizzato da condensazione turbolenta, perché all'aria in espansione per via della bassa pressione si aggiunge la presenza dell'acqua marina e perciò anche di una fortissima umidità. Il vortice di spruzzi risale fino all'altezza di centinaia di metri, e spesso, muovendosi, crea una scia sull'acqua e un treno di onde. L'azione congiunta dei forti venti e della depressione creano sulla superficie marina increspature, onde e dislivelli che vengono percepiti dall'occhio con tonalità di luce differenti. Ovvero offrono diversi tipi di superficie che rifletteranno la luce incidente in maniera diversa l'uno dall'altro. La tromba marina si può muovere con velocità tipicamente compresa tra 50 e 80 km/h in maniera imprevedibile e dipendente anche dall'orografia della zona, con un diametro che va da 1 a 200 metri e un'altezza che può andare da 100 a 1000 metri (coincidono di solito con l'altezza della base dei cumulonembi da cui esse hanno origine).
5. Il decadimento: l'imbuto e il vortice di schiuma e spruzzi cominciano a dissiparsi allorché il flusso di aria calda nella tromba diminuisce. Il dissolvimento da una parte può essere più lento di quello di un tornado terrestre, per via della mancanza di ostacoli in mare, ma dall'altra può essere molto veloce nel caso la tromba incontri un fronte di pioggia, quindi aria discendente contraria al risucchio della tromba stessa, oppure tocchi la terraferma con conseguente mancanza di vapore acqueo sufficiente unito all'attrito con il suolo e con gli oggetti.

## Dove si verificano
Le trombe si formano con maggiore frequenza sui mari caldi (ad esempio sul Mediterraneo) e nelle zone delle calme equatoriali, cioè dove sono più alte le probabilità di formazione dei sistemi nuvolosi temporaleschi. In zone con acque fresche, come l'Europa occidentale, sono piuttosto rare e quando si formano generano più sorpresa e meraviglia che spavento data la loro scarsa dimensione. La frequenza è minima tra i 10 e i 20° di latitudine ed è media tra i 30 e i 40°. Oltre i tropici la frequenza massima si verifica nei mesi fra il termine dell'estate e l'inizio dell'autunno, nella zona temperata in estate. In Italia le trombe marine sono frequenti .

## Pericolo per le imbarcazioni

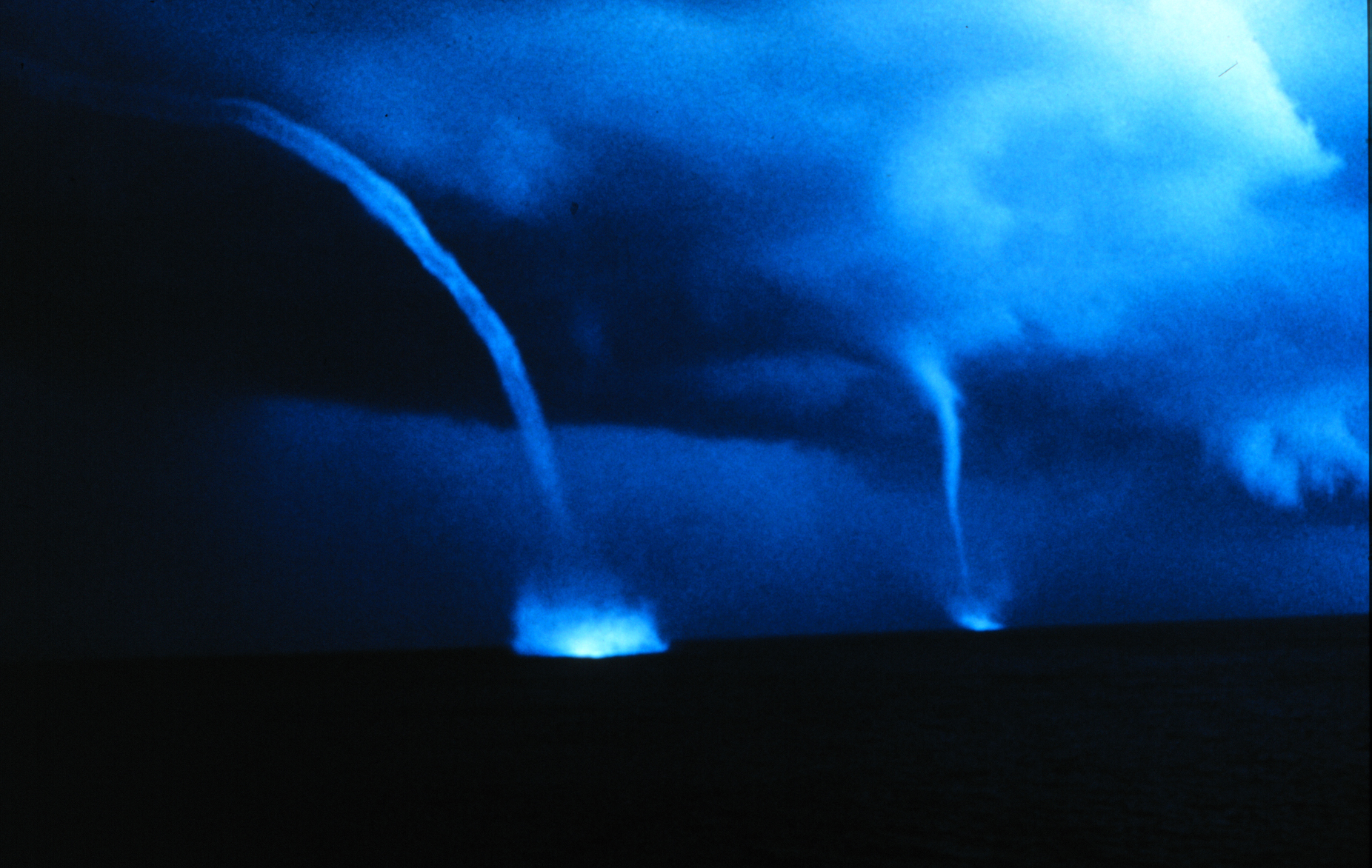
Trombe marine alle Bahamas

Le trombe marine rappresentano un pericolo per le imbarcazioni, in quanto non sono prevedibili, essendo fenomeni di breve durata e di piccola estensione. Le carte sinottiche di previsione non le indicano e inoltre sono state osservate nelle condizioni più disparate: depressionarie o anticicloniche, in calma di vento o in condizioni di venti irregolari. Occorre quindi tener presenti i seguenti fattori:
- Possono avere dei movimenti imprevedibili. Possono viaggiare velocemente e non lasciare possibilità di fuga, oppure sembrare quasi stazionarie e quindi più facilmente evitabili. Non è detto che la direzione della tromba sia quella del vento dominante: se la sua forma è quella di un cilindro verticale è segno che il vento tra il suolo e la base del cumulonembo soffia in una determinata direzione e forza; se invece la tromba assume forme molto inclinate è probabile che il vento al suolo sia diverso da quello che soffia alla base della nube che genera il fenomeno. Utile metodo per capire se il turbine si sta avvicinando all'imbarcazione è quello di controllare il barometro, perché il passaggio del vortice è caratterizzato da una forte e repentina caduta della pressione atmosferica nella misura di 1-3hPa al secondo[2].
- Se vengono osservate in navigazione (e spesso sono più di una), è segno che l'instabilità e i contrasti termici nei bassi strati sono molto forti e quindi ci dovremo aspettare raffiche e groppi di vento.
- In ancoraggio o in un porticciolo, l'arrivo di una tromba marina con i suoi venti violenti potrebbe causare seri danni all'interno dell'approdo e alle imbarcazioni. Non sono rare anche le testimonianze di barche di una certa grandezza sbattute giù dal proprio invaso durante il periodo dei lavori a terra o fatte volare per decine di metri, gravemente danneggiate o distrutte, assieme a stabilimenti, alberi e quant'altro la tromba abbia investito al suo passaggio dal mare alla terra ferma.

## Antiche credenze
In tempi antichi si pensava che le trombe marine fossero dei mostri marini. In tempi più recenti, nel 1687, il pirata ed esploratore inglese William Dampier riportò su carta l'avvistamento di una tromba marina, descrivendola così:
«Una tromba è un piccolo pezzo sfilacciato di nube, che pende come un pennone dalla parte più nera di essa. Di solito pende inclinandosi. Quando la superficie del mare comincia a muoversi, vedrete l'acqua, per circa cento passi di circonferenza, schiumeggiare e girare in tondo prima piano, poi più velocemente, fino a quando vola verso l'alto a formare una colonna. Così continua per mezz'ora più o meno, fino a quando l'aspirazione cessa. Allora tutta l'acqua che stava sotto la tromba cade di nuovo in mare, provocando un gran rumore e movimento disordinato del mare».
Assai più diffuse, in area mediterranea, e in uso ancora oggi, sono le varie forme di rituali superstiziosi atti a "tagliare" le trombe marine per mezzo di formule magiche unite a particolari gesti, così come studiate e raccolte da Luca Irwin Fragale.

Si sperimentarono vari metodi per dissolvere le trombe marine, dalle cannonate all'urlare e pestare i piedi sul ponte delle imbarcazioni; ma su quest'ultimo metodo Dampier commentò:
«Non ho mai sentito dire che si sia dimostrato di qualche utilità».